# تشارلز هاريس جاريجس
تشارلز هاريس جاريجس (بالإنجليزية: Charles Harris Garrigues)‏ هو صحفي أمريكي، ولد في 8 يوليو 1903، وتوفي في 8 مارس 1974.